# Marcedes Walker
Marcedes Marie Walker (Filadelfia, 17 de octubre de 1986) es una jugadora de baloncesto estadounidense-azerbaiyana que es miembro de la selección nacional femenina de 3x3 de Azerbaiyán. Jugó baloncesto universitario para los Pittsburgh Panthers y luego jugó profesionalmente en la Women's National Basketball Association (WNBA) para los Houston Comets.

## Primeros años de vida
Walker nació el 17 de octubre de 1986 en Filadelfia, Pensilvania. Asistió a University City High School en Filadelfia, donde se destacó como atleta en tres deportes, compitiendo en baloncesto, voleibol y atletismo. Para el equipo de baloncesto, se desempeñó como capitana del equipo durante tres años y lideró al equipo en anotaciones y rebotes durante esos tres años, siendo tres veces seleccionada para el All-City. Promedió 21,9 puntos y 8,9 rebotes por partido en su último año y fue dada una mención de honor en el McDonald's All-American Game.

## Carrera universitaria
Aunque Walker recibió varias ofertas para jugar baloncesto universitario en equipos potentes, decidió comprometerse con los Pittsburgh Panthers; Ron Cook, del Pittsburgh Post-Gazette, señaló que en ese momento Pittsburgh era considerado «una broma en el baloncesto femenino», pero le dio crédito a Walker por haber «resucitado el programa de entre los muertos». Tuvo un tiempo de juego significativo como estudiante de primer año en 2004-05, siendo titular en 26 partidos antes de lesionarse y promediando 13,3 puntos y 9,1 rebotes; lideró a Pittsburgh en anotaciones y fue líder de la Big East Conference en rebotes. Fue nombrada mención honorífica All-Big East y al equipo novato de All-Big East.
En su segundo año, Walker apareció en los 33 juegos y fue titular en 31, ubicándose entre los 10 primeros en la Big East Conference en anotaciones, rebotes y porcentaje de tiros de campo. Lideró a los Panthers en cuatro categorías: anotación (16,8), rebotes (9,1), robos (49) y bloqueos (36). Como capitana del equipo, fue nombrada All-Big East del primer equipo al final de la temporada. Luego fue titular en 32 juegos en la temporada 2006-07, siendo nombrada primer equipo All-Big East y miembro del equipo All-America del Distrito I de Kodak/WCA después de ayudar a Pittsburgh a aparecer en el Torneo de la NCAA. En su último año, fue nombrada All-American y selección del segundo equipo All-Big East, lo que llevó a Pittsburgh a su ubicación más alejada en el Torneo de la NCAA.Al 2024, es la principal reboteadora de todos los tiempos de Pittsburgh (1162) y la sexta de todos los tiempos en anotaciones (1870).

## Carrera profesional
Después de no ser seleccionada en el draft de la WNBA de 2008, Walker firmó con los Houston Comets.Ella sobrevivió a los recortes de plantilla y entró en la plantilla del día inaugural. Apareció en dos juegos, sin anotar puntos, antes de ser liberada el 16 de junio de 2008.
Tras su breve paso por la WNBA, Walker jugó el resto de su carrera en el extranjero. Jugó en Pallacanestro Pozzuoli en Italia de 2009 a 2011, luego se mudó a Israel y jugó para Elitzur Netanya BC en 2011. Jugó para Elitzur Holon de 2011 a 2012 antes de mudarse a Turquía y unirse al Orduspor en 2012. También jugó para KK Row Rybnik y TED Ankara Kolejliler en 2012, permaneciendo en este último hasta 2013, cuando se fue al Edirne Spor. Fue nombrada la jugadora más valiosa de la segunda división turca en 2014 y llevó a su equipo al campeonato de liga, siendo una elección del primer equipo en todas las conferencias. Jugó para Canik Belediyespor de 2014 a 2015, Çankaya Üniversitesi de 2015 a 2017 y Osmaniye GSK de 2017 a 2018 antes de terminar su carrera con Aci Koleji de 2018 a 2019. En su última temporada, con Aci Koleji, participó en 25 partidos y promedió 14,0 puntos.

## Carrera 3x3
Walker, junto con la jugadora de la WNBA Tiffany Hayes, se convirtió en ciudadana azerbaiyana en 2015, para competir por el equipo nacional femenino de 3x3 de Azerbaiyán en los Juegos Europeos de 2015. Compitió para el equipo en varios torneos en los años siguientes y los ayudó a clasificarse para los Juegos Olímpicos de París 2024; fue una de las cuatro jugadoras elegidas para competir por el equipo en los Juegos Olímpicos.